# 萍鄉縣
萍乡县，中国旧县名。
三国东吴政权，于宝鼎二年（267年）置县，县治在今芦溪县境。隋朝时，属袁州。唐朝武德二年（619年），迁治于萍乡凤凰池（今萍乡市区）。属袁州、宜春郡。宋朝时，仍属袁州。元朝时，升为萍乡州。明朝洪武二年（1369年），复为县，属袁州府。清朝时，考评：冲，繁。晚清时，萍乡境内的安源煤矿得到开发。
民国初年，属庐陵道，民国十五年（1926年），直属于江西省。民国二十年，属第八行政区。民国二十四年，属第二行政区。
1949年，解放军取得渡江战役胜利后，国军白崇禧部在湘鄂赣边界布防，国军第46军驻守萍乡。7月，解放军发起湘赣战役。19日，四野第45军135师进入今萍乡市的桐木、上栗一带。20日在关下，135师与意图逃往湖南的国军第46军175师展开遭遇战。
此前，中共地下组织已逐步掌握萍乡境内的电厂、报刊、警察、自卫队等组织。中华民国萍乡县县长及县政府官员则已逃跑。23日，四野第43军128师某侦察分队，由芦溪进入萍乡县城。26日，四野135师受军部命令驻守萍乡。29日，成立萍乡县人民政府。
1949年后，属袁州专区。1952年撤消袁州专区时，划入南昌专区。后归宜春专区。1960年改为萍乡市。